# +972 Magazine
+972 Magazine ist ein im August 2010 von einem Kollektiv palästinensischer und israelischer Journalisten und Bloggern gegründetes unabhängiges, gemeinnütziges, linkes Online-Magazin mit Sitz in Israel und mit Mitarbeitern im Westjordanland und im Gazastreifen.

## Vom Blog zum Magazin
Mitbegründer Noam Sheizaf bezeichnete das Magazin als eine „neue und überwiegend junge Stimme, die an der internationalen Debatte über Israel und Palästina teilnehmen will“. Das Magazin widmet sich der „Förderung einer progressiven Weltsicht der israelischen Politik, der Verteidigung des Endes der israelischen Besetzung des Westjordanlands und des Schutzes der Menschen- und Bürgerrechte in Israel und Palästina“. Die Artikel sind vornehmlich in Englisch geschrieben, um ein internationales Publikum und progressive Juden zu erreichen.
Larry Derfner, ehemals Leitartikler der Jerusalem Post und Korrespondent des U.S. News and World Report, zählt zu seinen regelmäßigen Kommentatoren. Das Magazin finanziert sich ausschließlich durch Spenden und Solidaritäts-Abonnementen und hatte 2024 ein Jahresbudget von rund 1,5 Millionen Euro. +972 Magazine wird von der Heinrich-Böll-Stiftung finanziell gefördert. 2012 verteidigte die Stiftung das Magazin gegen Vorwürfe, Israel zu dämonisieren. Das Magazin wird außerdem von der Rosa-Luxemburg-Stiftung gefördert (Stand: 2024).
+972 Magazine erhält Informationen direkt von aus eigener Initiative handelnden Personen in den Geheimdiensten. So veröffentlichten am 30. November 2023 aktive und ehemalige Mitarbeiter des Militärgeheimdiensts und der Luftwaffe Erfahrungsberichte über die Auswahl von Angriffszielen. Gemeinsam mit der Nichtregierungsorganisation Just Vision gibt +972 Magazine seit 2017 das hebräischsprachige Online-Magazin Local Call (Sikha Mekomit) heraus. +972 Magazine hatte 2024 etwa 15 fest beschäftigte Mitarbeiter. Die acht Redaktoren waren je zur Hälfte jüdisch und palästinensisch. Zusätzlich kann sich die Kernredaktion auf ein Netz freier Mitarbeiter stützen. +972 Magazine bietet auch Akademikern eine Plattform.
Nach dem Hamas-Angriff am 7. Oktober 2023 und dem darauffolgenden Gazakrieg bekamen die Investigativrecherchen von +972 Magazine weit mehr Aufmerksamkeit als vorher. Ohne ihre Prinzipien grundsätzlich in Frage zu stellen, stellten sich die Redaktoren der neuen Situation und veröffentlichten am 8. November 2023 die Erklärung How October 7 has changed us all – and what it signals for our struggle (dt. Wie der 7. Oktober uns alle verändert hat, und was das für unser Streben bedeutet). Die Redaktion machte klar, dass sie für das Ende der Besatzung und das Recht von Juden, in Israel zu leben, eintritt; sie verurteilte die Gewalt beider Seiten und forderte Sicherheit für alle. Haggai Matar sagte unter dem Schock der Ereignisse des 7. Oktober:

„Anders als viele Israelis sagen [...] handelt es sich nicht um einen «unilateralen» oder «unprovozierten» Angriff». Der Schrecken, den die Israelis – auch ich selbst – momentan empfinden, ist ein winziger Teil von dem, was die Palästinenser täglich unter dem Militärregime, das seit Jahrzehnten im Westjordenland wütet, oder unter der Belagerung und den wiederholten Angriffen in Gaza empfinden. Die Antworten, die wir von vielen Israelis zu hören bekommen, die dazu aufrufen, «Gaza platt» zu machen, die sagen «das sind Wilde, keine Leute, mit denen man verhandeln kann», «sie ermorden ganze Familien», «man kann mit diesen Leuten nicht reden», sind exakt dieselben, die ich unzählige Male aus dem Mund von Palästinensern über die Israelis gehört habe.“

Oren Ziv schrieb eine Investigativrecherche über Soldaten, die Gaza verlassen hatten. Yuval Abraham recherchierte zur Verwendung der Künstlicher-Intelligenz-Systeme Lavender und Where’s Daddy? durch das israelische Militär im Gazakrieg. Die Recherche zeigt, wie die bewusst gebilligten kollateralen Opferzahlen, zwecks Ausschaltung jeweils einer Zielperson in Gaza, im Verlauf des Krieges stark angestiegen sind. Ende Mai 2024 haben Recherchen von +972 Magazine und des Guardian Spionage und Druckversuche Israels gegen den Internationalen Strafgerichtshof (IStGH) offengelegt. Diese begannen im Jahr 2015. Gegen Fatou Bensouda, die IStGH-Chefanklägerin bis 2021, sind persönliche Drohungen ausgesprochen worden.

## Namensgebung
Der Name +972 bezieht sich auf die internationale Telefonvorwahl Israels und der Palästinensischen Autonomiegebiete.